# Захист двох коней
Захист двох коней — дебют, що починається ходами 1. e2-e4 e7-e5 2. Kg1-f3 Kb8-c6 3. Cf1-c4 Kg8-f6. 
Відноситься до відкритих початків.

## Історія
Перші аналізи дебюту трапляються в рукописах Полеріо (XVI століття). Завдяки численним можливостям для обох сторін, цей дебют досі часто зустрічається в турнірах гросмейстерів. Його з успіхом застосовували П. Морфі, У. Стейніц, А. Альохін та ін. Величезний внесок у теорію дебюту вніс Михайло Чигорін. 
У «захист двох коней» чорні прагнуть з перших же ходів перехопити ініціативу, в багатьох варіантах не зупиняючись перед жертвами. У більшості випадків виникають складні двосічні позиції. Даному дебюту були присвячені численні аналізи як майстрів минулого, так і сучасних майстрів. Деякі варіанти розроблені на 20 — 25 ходів. 

## Варіанти
У позиції на діаграмі у білих три основні продовження: 
- 4. Kf3-g5— старовинне продовження, яке досі не втратило актуальності. Білі прагнуть використовувати незахищеність пункту «f7». Чорні в свою чергу можуть вибирати між класичним4...d7-d5 5. e4:d5 Kc6-a5 (гірше Kf6:d5 через Kg5:f7) і4... Cc5!? (Контратака Тракслера). Також вони можуть піти4...d7-d5 5. e4:d5 Kc6-d4. Можливо також5...b7-b5.
- 4. d2-d4із зразковим варіантом4...e5:d4 5. e5і т. д.
- 4. 0-0із зразковим варіантом4...Kf6:e4 5. d2-d4і т. д.

## Інші факти
У фільмі «Шерлок Холмс і доктор Ватсон» герої розігрують варіант4. Kf3-g5 d7-d5 5. e4:d5 Kc6-a5 6. Зс4-b5+ c7-c6 7. d5:c6 b7:c6 8. Cb5-e2 h7-h6. У наступних кадрах позиція на дошці не має реального відношення до розіграного дебюту. Жертвуючи пішака, Холмс (чорні), граючи проти Ватсона, захоплює ініціативу. В кінці партії він ставить мат. 